# Gürece
Gürece ist ein zum Kreis Bodrum gehörendes Dorf der Provinz Muğla in der Türkei.

## Lage
Das Ortszentrum wird von der von Bodrum (im Osten) nach Turgutreis (im Westen) führenden Hauptstraße durchquert. Die Kreishauptstadt ist 15 Kilometer entfernt.

## Geschichte
Der Ort war bereits in lelegischer Zeit besiedelt. Auf dem Hügel nördlich des heutigen Dorfes findet man noch Reste der antiken Stadt Telmissos (nicht zu verwechseln mit Telmessos).

## Tourismus
Durch den fehlenden Meerzugang ist der Ort bislang vom Pauschaltourismus wenig beachtet. Aufgrund der Höhenlage und des damit verbundenen Panoramas entstehen aber auf den Hügeln oberhalb des Ortes immer mehr Ferienanwesen der türkischen Oberschicht.